# 1080 (skateboard)
Il 1080, da leggersi con la pronuncia inglese ten-eighty, è un trick della disciplina dello skateboard che si può eseguire su rampe o mega rampe. Consiste in tre rotazioni complete (1080° gradi in totale) eseguite in aria, una volta che lo skate ha lasciato la superficie della rampa. Venne eseguito per la prima volta su una mega ramp nel 2012 dallo skater statunitense Tom Schaar, mentre il brasiliano Gui Khury lo portò sulle rampe vert nel maggio del 2020. Il 1080 è stato eseguito solamente in seguito a un fakie ollie, ovvero mantenendo la stance normale ma, nel contempo, muovendosi nella direzione opposta, "poppando" comunque la tavola dal tail (ossia la "coda" dello skateboard) per iniziare la manovra.

## Sumega ramp(big air)
Il primo 1080 fu eseguito dallo skater statunitense Tom Schaar all'età di 12 anni il 26 marzo 2012. L'evoluzione venne completata dopo quattro tentativi non riusciti sul mega ramp di Woodward West a Tehachapi, nello stato della California. Il salto venne ripreso da varie telecamere poste ai lati della rampa. Per mantenere la velocità affinché Schaar potesse percorrere in salita il quarter-pipe, venne costruita una sezione che gli permise di eseguire un roll-in da 21 m e di percorrere in velocità i 15 m prima della rampa di 27 m. Durante la fase di riscaldamento, Schaar eseguì diversi 720 e 900, per poi concentrarsi sul 1080. Al quinto tentativo, 4,5 m in aria, riuscì finalmente a realizzare il trick.
Red Bull descrive il 1080 come "il Sacro Graal di tutti i trick di skateboard". Tom Schaar riuscì ad eseguirlo più di una volta, portandolo per la prima volta in una competizione il 30 aprile 2012, durante gli X Games Asia 2012. Grazie alla sua performance, Schaar divenne la persona più giovane a vincere la medaglia d'oro nella categoria "Skateboard Mini MegaRamp". Al Dew Tour Ocean City, nella disciplina "Skate Mega 2.0", Tom eseguì un altro 1080, arrivando quindi al primo posto.

## Su rampevert(half-pipenormali)
Nel maggio del 2020 lo skater brasiliano Gui Khury eseguì per la prima volta un 1080 su rampa vert, superando quindi il record di Tony Hawk che, nel 1999, aveva completato un 900 in vert. (Prima del 1080, Khury era noto come lo skater più giovane ad aver effettuato un 900 in vert, eseguendolo all'età di 8 anni.) Secondo il padre, è stata la pandemia di COVID-19 ad aver dato a Khury la possibilità di perfezionare la sua tecnica.
Durante gli X Games del 2021, Gui Khury, ora dodicenne, eseguì nuovamente il 1080 sulla rampa vert, divenendo così la persona più giovane della storia degli X Games a vincere l'oro. Anche Tony Hawk era presente all'evento come concorrente.

## Tentativi riusciti

### Sumega ramp
- Tom Schaar, 30 marzo 2012, "MegaRamp" di Woodward West, Tehachapi (CA), Stati Uniti;[6]
- Jonathan Schwan, 29 aprile 2013, "MegaRamp" di Woodward West, Tehachapi (CA), Stati Uniti;[19][20]
- Mitchie Brusco, 17 maggio 2013, X Games Barcelona, Barcellona (CT), Spagna;[21]
- Mitchie Brusco, 21 luglio 2018, X Games Minneapolis, Minneapolis (MN), Stati Uniti.[22]

### Su rampevert
- Gui Khury, 8 maggio 2020, Curitiba (PR), Brasile;[23][24]
- Gui Khury, 16 luglio 2021, X Games Vista, Vista (CA), Stati Uniti;[18]
- Gui Khury, 23 aprile 2022, X Games Chiba, Chiba (Chiba), Giappone.[25]